# Anderson Pedro da Silva Nunes Campos
Anderson Pedro da Silva Nunes Campos, noto semplicemente come Anderson (Recife, 20 novembre 1983), è un ex calciatore brasiliano, di ruolo portiere.

## Carriera
Ha esordito in Série A il 25 ottobre 2006 con la maglia del Santa Cruz in occasione del match perso 1-0 contro il Fortaleza.